# Kladské rašeliny

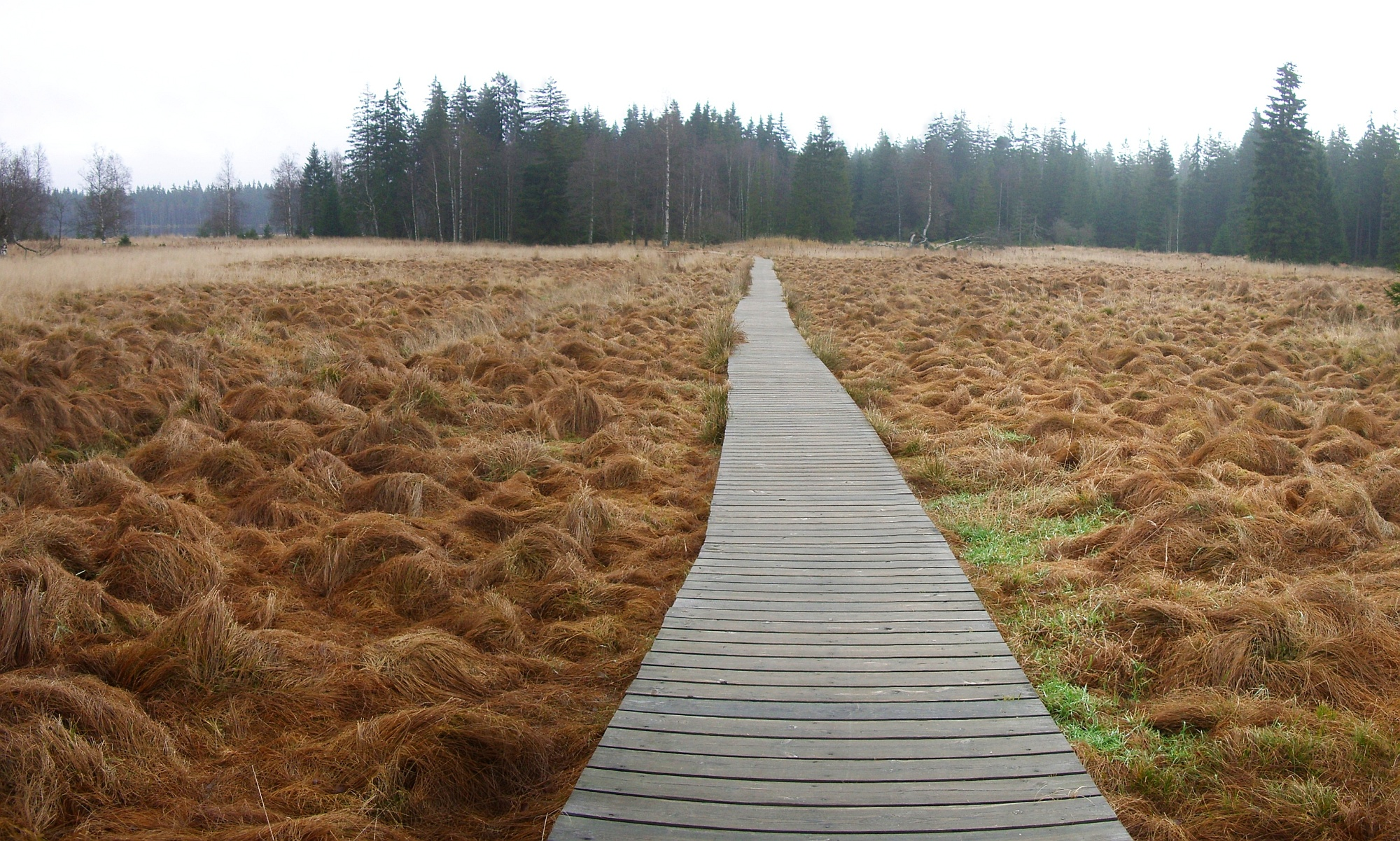
Pfad durch das Glatzener Moor

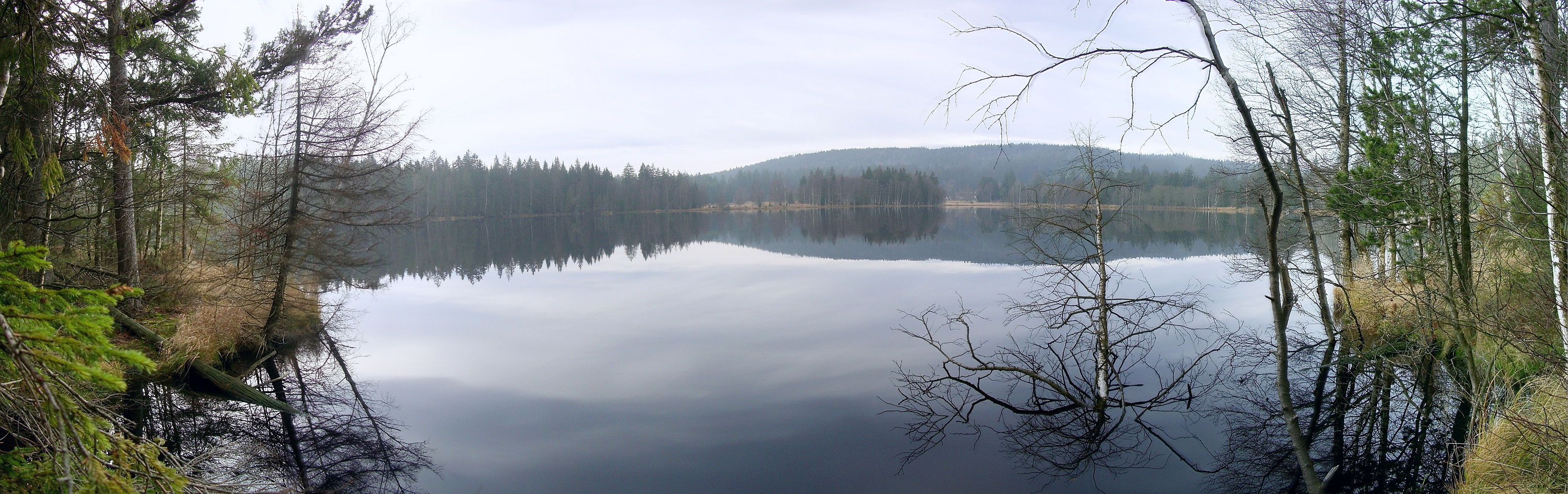
See bei Glatzen

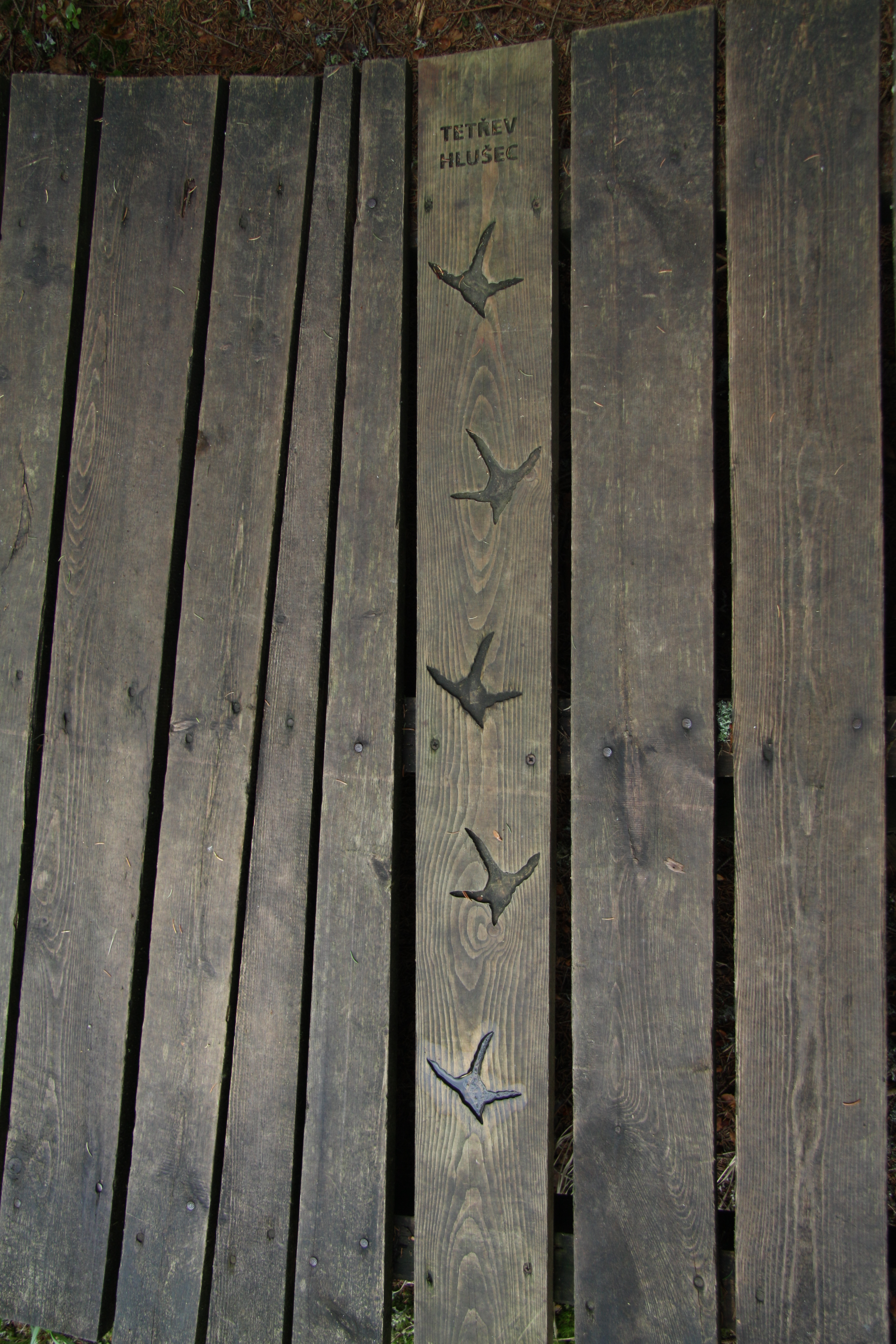
Fußabdrücke vom Auerhuhn in dem Tschechischen Naturschutzgebiet-Kladské rašeliny

Kladské rašeliny (Glatzener Moor) ist ein Nationales Naturreservat in Tschechien bei Kladská  nördlich von Lázně Kynžvart (Bad Königswart) im Kaiserwald (Slavkovský les). 1933 wurden die ein riesiges Wasserreservoir darstellenden Torfmoorflächen – aus dem die Mineralquellen von Mariánské Lázně (Marienbad) gespeist werden – unter Naturschutz gestellt. Das Naturreservat besteht aus den Teilgebieten Lysina (42 ha), Tajga (130 ha) und Paterák (92 ha).
Das Naturschutzgebiet besteht aus drei Torfmooren, wovon das kleinste (Lysina) mit 42 ha am bemerkenswertesten ist. Hier gedeihen u. a. Sonnentau, Bergföhre, Moosbeere und Rauschbeere. Auch das Wasser, das die Quellen von Lázně Kynžvart (Bad Königswart) speist, tritt hier als Grundwasser an die Oberfläche.